# 1919 au Manitoba
Chronologie du Manitoba
- 1915
- 1916
- 1917
- 1918
- 1919
- 1920
- 1921
- 1922
- 1923

Cette page concerne des événements d'actualité qui se sont produits durant l'année 1919 dans la province canadienne du Manitoba.

## Politique
- Premier ministre : Tobias Crawford Norris
- Chef de l'Opposition :
- Lieutenant-gouverneur : James Albert Manning Aikins
- Législature :

## Naissances
- 23 janvier : Frances Bay est une actrice canadienne née à Winnipeg et décédée le 15 septembre 2011, à l'âge de 92 ans, à Tarzana en Californie (États-Unis)[1]

- 6 avril : Terrance George Reardon (né à Winnipeg — mort le 14 février 1993) est un ancien joueur de hockey sur glace canadien.

- 3 mai : William James « Billy » Taylor, né à Winnipeg et mort le 12 juin 1990, est un joueur professionnel de hockey sur glace de la Ligue nationale de hockey.